# Quendon and Rickling
Quendon and Rickling – civil parish w Anglii, w hrabstwie Essex, w dystrykcie Uttlesford. Leży 31 km na północny zachód od miasta Chelmsford i 55 km na północny wschód od Londynu. W 2011 roku civil parish liczyła 587 mieszkańców. W obszar civil parish wchodzą także Quendon i Rickling.